# Платформа-М
'
Платформа-М — российский серийный роботизированный комплекс, представляющий универсальную самоходную гусеничную дистанционно-управляемую платформу. Разработан в ОАО "НИТИ «Прогресс» по заказу Минобороны РФ. Впервые широкой публике продемонстрирован на параде Победы в Калининграде в 2015 году.

## Предназначение
Предназначен для разведки (при размещении РЛС, тепловизоров, дальномеров, видеокамер, спецсредств для обнаружения различных веществ), обнаружения и поражения различных целей (при размещении пулемётов, гранатомётов, ПТРК), огневой поддержки войсковых подразделений, патрулирования и охраны объектов. Может ставить дымовые завесы, дистанционное минирование и разминирование (при размещении минного заградителя или трала), доставлять грузы на небольшие расстояния, проводить аудиопропаганду (при размещении устройств воспроизведения и громкоговорителей).

### Достоинства
- Теоретическая база. Снижение потерь и другие преимущества, включая превосходство над противником.
- Элементная база. Не слишком высокая цена.

### Недостатки
- Теоретическая база. В условиях интенсивного противодействия телетанки практически бесполезны даже для эпизодического применения. Что подтверждается их крайне ограниченным применением на протяжении многих десятилетий. Плохая «геометрическая проходимость» даже для крупных образцов. Слабые возможности относительно БПЛА при сопоставимой и даже большей стоимости.
- Элементная база. Ничтожность защиты. Малая проходимость и мобильность. Полуавтономные роботы появились после 2000 года[3]. Никакой робот не может принять эффективное решение о действительности боевой цели до того как будет обстрелян.

## ТТХ
Вес — не более 800 кг

Полезная нагрузка — до 300 кг

Дальность действия — до 1500 м

Скорость — до 12 км/ч

Проходимость — препятствия высотой (глубиной) 210 мм, уклон не менее ± 25 градусов

Время непрерывного движения бронированного по 3 классу защиты — не менее 10 часов

Габариты:
 — длина — не более 1600 мм
 — ширина — не более 1200 мм
 — высота — не более 1200 мм

## Боевое применение
По информации ряда СМИ, роботизированные комплексы «Платформа-М» используются Россией в ходе военной операции в Сирии.

## История сухопутных беспилотных платформ
Ещё в 1929—1930 годах Советский Союз провел испытания доработанного лёгкого французского танка «Рено-ФТ», на который была установлена аппаратура телеуправления. После испытаний было принято решение о целесообразности продолжения разработки темы телеуправления по радиоканалу. Широкую известность подобные машины получили вновь уже после 2000 года.
Принципиально все платформы зависимы как и БПЛА от оператора, и практически не обладают каким либо мышлением. И не обладают алгоритмами самостоятельности в отличие от ряда БПЛА тяжёлого класса (потеря управления означает гибель машины). В 2007 в Южной Корее начата разработка робота с обрывочными элементами самостоятельности для нужд пограничной службы.
Ожидается принятие на вооружение ряда сухопутных платформ. Некоторые модели использовались или используются за рубежом.
В 2008 году появился робот, способный ходить по ровной поверхности шагающим способом.
- Россия /СССР различные комплексы ПВО в плане ведения боевых действий являются полностью автоматизированными и самостоятельными. Человек только подтверждает команду на обстрел цели. В отличие от аналогов за рубежом. Но такие роботы не имеют никакого отношения к сухопутным роботам.
- США. Робот-пёс для перевозки грузов, программа свёрнута после испытаний в Афганистане в боевых условиях. Проведена успешная попытка дооборудования колонны машин и их движения по дороге в колонне и условно самостоятельно в дружественной среде[9]. Совокупные боевые потери различных роботов составили около 300 и было спасено около 500 жизней солдат в боевых условиях Афганистана и Ирака[10].
- Израиль. Относительно крупная машина для нужд пограничной службы, собственное поведение на маршруте, приборы наблюдения и вооружение[11]. Используется очень ограниченно длительное время в условиях затяжного вооружённого конфликта низкой интенсивности. Самостоятельно движущийся и автономный боевой робот создан, но для действий на море[12].